# 宮城社会保険事務局
宮城社会保険事務局（みやぎしゃかいほけんじむきょく）は、宮城県仙台市青葉区にあった社会保険庁の地方支分部局で、宮城県を管轄していた。

## 管内社会保険事務所等
- 仙台東社会保険事務所
- 仙台南社会保険事務所
- 大河原社会保険事務所（宮城社会保険事務局大河原事務所）
- 宮城社会保険事務局仙台北社会保険事務室（仙台北社会保険事務所）
- 石巻社会保険事務所
- 古川社会保険事務所